# Seili
| Recensione        | Giudizio |
| ----------------- | -------- |
| Helsingin Sanomat |          |
| Keskisuomalainen  |          |
| Stara             |          |
| Dome              |          |
| MTV3              |          |
| Soundi            |          |

Seili è il secondo album della cantante finlandese Jenni Vartiainen, pubblicato il 31 marzo 2010 dall'etichetta discografica Warner Music Finland. L'album ha venduto oltre 146 000 copie in Finlandia ed è stato certificato triplo disco di platino.
Dall'album sono stati estratti quattro singoli: En haluu kuolla tänä yönä, Nettiin, Missä muruseni on e Duran Duran. In particolare, il primo e il terzo singolo hanno avuto successo: hanno entrambi raggiunto la vetta della classifica finlandese, e En haluu kuolla tänä yönä è stato certificato disco d'oro per aver venduto oltre 5 000 copie.
Seili ha fatto il suo ingresso alla vetta della classifica degli album finlandese. L'album finora è rimasto in classifica per 62 settimane consecutive, 61 delle quali nella top ten, e ha occupato la vetta per sedici settimane non consecutive.

## Tracce
1. Koti – 1:25
2. Seili – 4:47
3. En haluu kuolla tänä yönä – 3:44
4. Nettiin – 3:36
5. Missä muruseni on – 3:41
6. Duran Duran – 3:52
7. Minä ja hän – 4:28
8. Kiittämätön – 3:17
9. Eikö kukaan voi meitä pelastaa? – 3:37
10. Halvalla – 4:15

## Classifiche
| Classifica (2010) | Posizione massima |
| ----------------- | ----------------- |
| Finlandia         | 1                 |